# Diecezja Idah
Diecezja  Idah – diecezja rzymskokatolicka  w Nigerii. Powstała w 1968 jako perefektura apostolska. Diecezja od 1977

## Biskupi ordynariusze
- Biskupi diecezjalni
  - Bp Anthony Ademu Adaji (od 2009)
  - Bp Ephraim Silas Obot (1977 – 2009).
- Prefekci apostolscy
  - O. Leopold Grimard, C.S.Sp. (1968 – 1977)